# Metallochlora glauca
Metallochlora glauca là một loài bướm đêm trong họ Geometridae.